# رتساو
رتساو (به آلمانی: Retzau) یک منطقهٔ مسکونی در آلمان است که در راگون-یسنیتس واقع شده‌است. رتساو ۳۸۹ نفر جمعیت دارد.